# 奧羅奎納

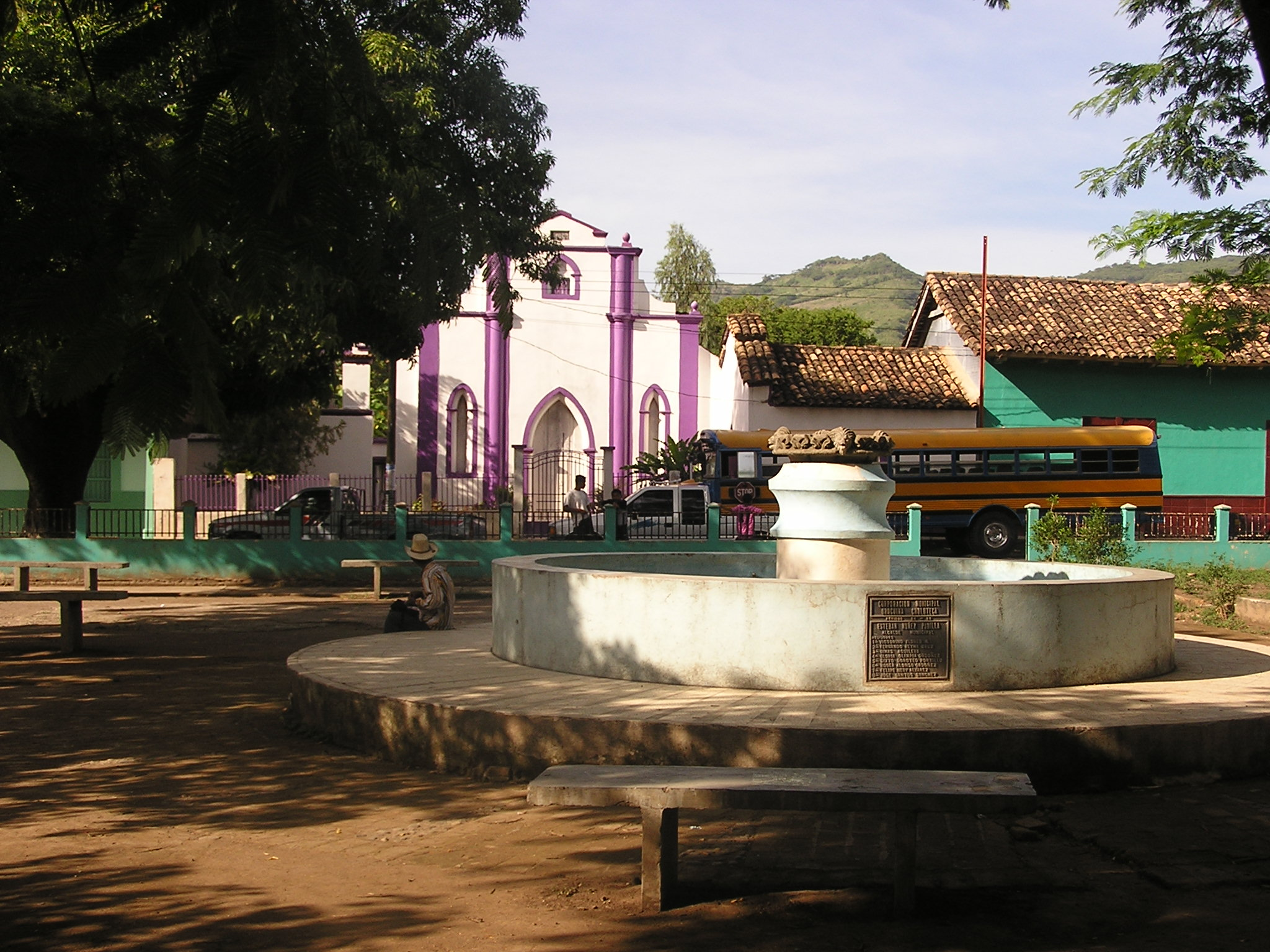
奧羅奎納

奧羅奎納（西班牙語：Orocuina），是洪都拉斯的城鎮，位於該國南部，由喬盧特卡省負責管轄，面積124.60平方公里，海拔高度117米，2001年人口15,949，人口密度每平方公里128人。
13°29′N 87°06′W / 13.483°N 87.100°W